# Gran Premi d'Itàlia del 2023
El Gran Premi d'Itàlia de Fórmula 1, desena cursa de la temporada 2023, fou disputat al Circuit de Monza entre els dies 1 i 3 de setembre del 2023.

## Qualificació
La qualificació fou realitzat el dia 2 de setembre.
| Pos.                | Nº | Pilot            | Equip/Motor           | Part 1   | Part 2   | Part 3   | Graella |
| ------------------- | -- | ---------------- | --------------------- | -------- | -------- | -------- | ------- |
| 1                   | 55 | Carlos Sainz Jr. | Ferrari               | 1:21.965 | 1:20.991 | 1:20.294 | 1       |
| 2                   | 1  | Max Verstappen   | Red Bull-RBPT         | 1:21.573 | 1:20.937 | 1:20.307 | 2       |
| 3                   | 16 | Charles Leclerc  | Ferrari               | 1:21.788 | 1:20.977 | 1:20.361 | 3       |
| 4                   | 63 | George Russell   | Mercedes              | 1:22.148 | 1:21.382 | 1:20.671 | 4       |
| 5                   | 11 | Sergio Pérez     | Red Bull-RBPT         | 1:21.911 | 1:21.240 | 1:20.688 | 5       |
| 6                   | 23 | Alexander Albon  | Williams-Mercedes     | 1:21.661 | 1:21.272 | 1:20.760 | 6       |
| 7                   | 81 | Oscar Piastri    | McLaren-Mercedes      | 1:22.106 | 1:21.527 | 1:20.785 | 7       |
| 8                   | 44 | Lewis Hamilton   | Mercedes              | 1:21.977 | 1:21.369 | 1:20.820 | 8       |
| 9                   | 4  | Lando Norris     | McLaren-Mercedes      | 1:21.995 | 1:21.581 | 1:20.979 | 9       |
| 10                  | 14 | Fernando Alonso  | Aston Martin-Mercedes | 1:22.043 | 1:21.543 | 1:21.417 | 10      |
| 11                  | 22 | Yuki Tsunoda     | AlphaTauri-RBPT       | 1:21.852 | 1:21.594 |          | 11      |
| 12                  | 40 | Liam Lawson      | AlphaTauri-RBPT       | 1:22.112 | 1:21.758 |          | 12      |
| 13                  | 27 | Nico Hülkenberg  | Haas-Ferrari          | 1:22.343 | 1:21.776 |          | 13      |
| 14                  | 77 | Valtteri Bottas  | Alfa Romeo-Ferrari    | 1:22.249 | 1:21.940 |          | 14      |
| 15                  | 2  | Logan Sargeant   | Williams-Mercedes     | 1:21.930 | 1:21.944 |          | 15      |
| 16                  | 24 | Guanyu Zhou      | Alfa Romeo-Ferrari    | 1:22.390 |          |          | 16      |
| 17                  | 10 | Pierre Gasly     | Alpine-Renault        | 1:22.545 |          |          | 17      |
| 18                  | 31 | Esteban Ocon     | Alpine-Renault        | 1:22.548 |          |          | 18      |
| 19                  | 18 | Lance Stroll     | Aston Martin-Mercedes | 1:22.592 |          |          | 19      |
| 20                  | 20 | Kevin Magnussen  | Haas-Ferrari          | 1:22.860 |          |          | 20      |
| 107% Temps:1:35.141 |    |                  |                       |          |          |          |         |
| Font:               |    |                  |                       |          |          |          |         |

## Resultats de la cursa
La cursa fou realitzat el dia 9 de juliol.
| Pos.                                                                        | Nº | Pilot            | Equip/Motor           | Voltes1 | Temps/Retirada | Graella | Punts |
| --------------------------------------------------------------------------- | -- | ---------------- | --------------------- | ------- | -------------- | ------- | ----- |
| 1                                                                           | 1  | Max Verstappen   | Red Bull-RBPT         | 51      | 1:12:13.618    | 2       | 25    |
| 2                                                                           | 11 | Sergio Pérez     | Red Bull-RBPT         | 51      | +7.686         | 5       | 18    |
| 3                                                                           | 55 | Carlos Sainz Jr. | Ferrari               | 51      | +11.674        | 1       | 15    |
| 4                                                                           | 16 | Charles Leclerc  | Ferrari               | 51      | +12.119        | 3       | 12    |
| 5                                                                           | 63 | George Russell   | Mercedes              | 51      | +23.0282       | 4       | 10    |
| 6                                                                           | 44 | Lewis Hamilton   | Mercedes              | 51      | +42.6793       | 8       | 8     |
| 7                                                                           | 23 | Alexander Albon  | Williams-Mercedes     | 51      | +45.198        | 6       | 6     |
| 8                                                                           | 4  | Lando Norris     | McLaren-Mercedes      | 51      | +45.549        | 9       | 4     |
| 9                                                                           | 14 | Fernando Alonso  | Aston Martin-Mercedes | 51      | +46.424        | 10      | 2     |
| 10                                                                          | 77 | Valtteri Bottas  | Alfa Romeo-Ferrari    | 51      | +1:04.056      | 14      | 1     |
| 11                                                                          | 40 | Liam Lawson      | AlphaTauri-RBPT       | 51      | +1:10.638      | 12      |       |
| 12                                                                          | 81 | Oscar Piastri    | McLaren-Mercedes      | 51      | +1:13.0744     | 7       |       |
| 13                                                                          | 2  | Logan Sargeant   | Williams-Mercedes     | 51      | +1:18.5575     | 15      |       |
| 14                                                                          | 24 | Guanyu Zhou      | Alfa Romeo-Ferrari    | 51      | +1:20.164      | 16      |       |
| 15                                                                          | 10 | Pierre Gasly     | Alpine-Renault        | 51      | +1:22.510      | 17      |       |
| 16                                                                          | 18 | Lance Stroll     | Aston Martin-Mercedes | 51      | +1:27.266      | 20      |       |
| 17                                                                          | 27 | Nico Hülkenberg  | Haas-Ferrari          | 50      | +1 volta       | 13      |       |
| 18                                                                          | 20 | Kevin Magnussen  | Haas-Ferrari          | 50      | +1 volta       | 19      |       |
| Ret                                                                         | 31 | Esteban Ocon     | Alpine-Renault        | 31      | Volant         | 18      |       |
| NVC                                                                         | 22 | Yuki Tsunoda     | AlphaTauri-RBPT       | 0       | Motor6         | 11      |       |
| Volta ràpida: — Oscar Piastri (McLaren-Mercedes) – 1:25.072 (a la volta 43) |    |                  |                       |         |                |         |       |
| Font:                                                                       |    |                  |                       |         |                |         |       |

Notes
- ^1 – La cursa estava programada per ser de 53 voltes abans de ser escurçada en dues voltes a causa d'un procediment de sortida avortat.
- ^2 – George Russell va ser penalitzat en 5 segons per sortir de la pista i guanyar avantatge. La posició final no fou afectada.
- ^3 – Lewis Hamilton va ser penalitzat en 5 per causar una col·lisió amb Oscar Piastri. La posició final no fou afectada.
- ^4 – Oscar Piastri finalitza en 11è, però va ser penalitzat en 5 segons per sortir de la pista i guanyar avantatge i com que no estava entre els 10 primers, no va aconseguir el punt extra per a la volta ràpida.
- ^5 – Logan Sargeant va ser penalitzat en 5 per causar una col·lisió amb Valtteri Bottas. La posició final no fou afectada.
- ^6 – Yuki Tsunoda no va començar la cursa a causa d'una fallada del motor durant la volta de formació. El seu lloc a la graella va quedar vacant.

## Classificació després de la cursa
| Pos. | Pilot            | Punts | Canvis |
| ---- | ---------------- | ----- | ------ |
| 1    | Max Verstappen   | 364   | =      |
| 2    | Sergio Pérez     | 219   | =      |
| 3    | Fernando Alonso  | 170   | =      |
| 4    | Lewis Hamilton   | 164   | =      |
| 5    | Carlos Sainz Jr. | 117   | =      |

| Pos. | Constructor           | Punts | Canvis |
| ---- | --------------------- | ----- | ------ |
| 1    | Red Bull-RBPT         | 583   | =      |
| 2    | Mercedes              | 273   | =      |
| 3    | Ferrari               | 228   | =      |
| 4    | Aston Martin-Mercedes | 217   | =      |
| 5    | McLaren-Mercedes      | 115   | =      |